# Ctenophthalmus singularis
Ctenophthalmus singularis är en loppart som beskrevs av Jordan 1936. Ctenophthalmus singularis ingår i släktet Ctenophthalmus och familjen mullvadsloppor. Inga underarter finns listade i Catalogue of Life.